# トラバサミ

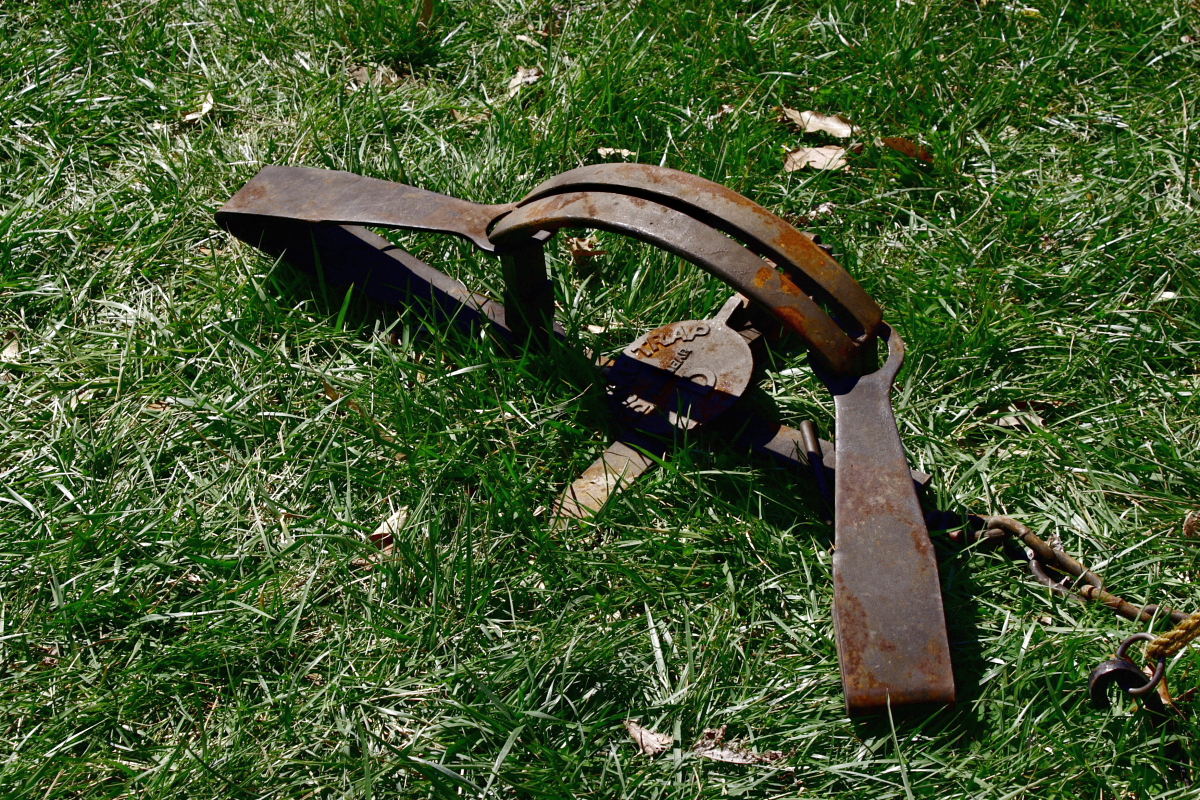
中型のトラバサミ : 閉じた状態

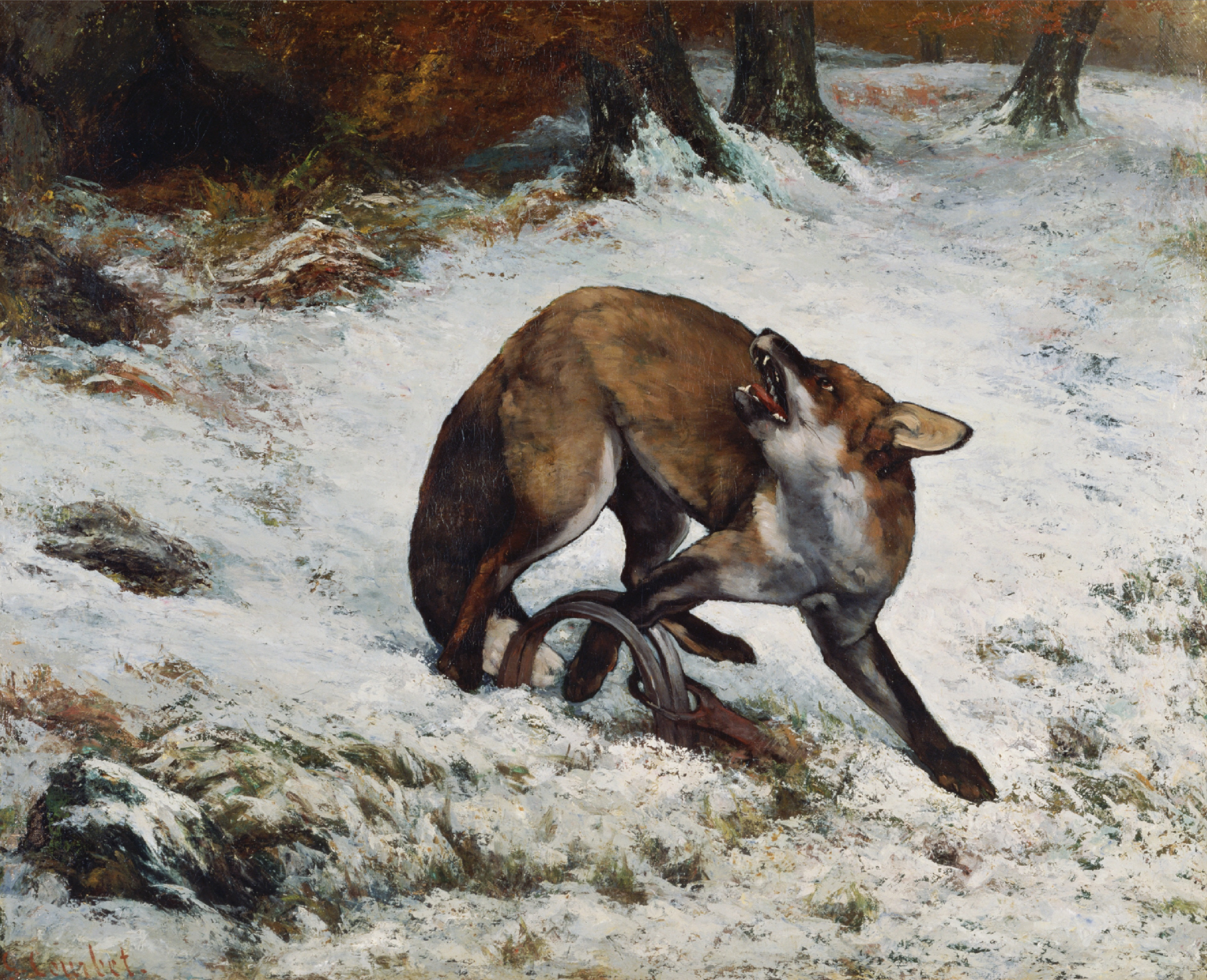
1860年のギュスターヴ・クールベによる絵画「罠にかかった狐」

トラバサミとは、狩猟に使う罠の一つである。日本国外では、ベアートラップ（bear trap）やレッグホールドトラップ（leghold trap）と呼ばれる事もある。日本では漢字で虎挟みと記される事もある。

## 解説
罠の中央の板に獲物の足が乗ると、ばね仕掛けによりその上で2つの半円ないし門型の金属板が合わさり、脚を強く挟み込む。罠に掛かった動物に長時間にわたる苦痛を与えることや、罠に鳥や人間がかかる事故が発生することなどから、使用に対する批判がある。
かつては、より強く脚に食い込み脱出を困難にするため、脚を挟む板に鋸歯状の歯が付いているものがあった。また中-大型獣用のトラバサミでは、人間が誤って踏むと脚の骨を粉砕するほどの威力を持つものもあった。
以上のような問題から、日本では原則として使用が禁止されている。

## 各国における使用

### 日本
日本では、鳥獣の保護及び管理並びに狩猟の適正化に関する法律の改正により、平成19年4月16日から、狩猟でのトラバサミの使用（ヒグマ、ツキノワグマ、イノシシ及びニホンジカ並びにイノシシ及びニホンジカ以外の獣類の捕獲等をするためトラバサミを使用する方法）は環境大臣が禁止する猟法とされた（鳥獣の保護及び管理並びに狩猟の適正化に関する法律第12条第1項第3号、同法施行規則第10条第3項第9号・第10号）。
例外的に、学術研究の目的、鳥獣による生活環境、農林水産業又は生態系に係る被害の防止の目的、特定鳥獣の数の調整の目的その他環境省令で定める目的で鳥獣の捕獲等又は鳥類の卵の採取等をしようとする者が、この猟法を用いるため環境大臣の捕獲許可を受けたときに限って使用できる（鳥獣の保護及び管理並びに狩猟の適正化に関する法律第12条第5項・第9条）。
また、トラバサミ（鋸歯のあるもの又は罠を開いた状態における内径の最大長が12cm以上のものが基準とされる）は、「人の生命又は身体に重大な危害を及ぼすおそれ」がある罠を使用する危険猟法にも該当するため、上記の学術研究の目的等によって捕獲する場合にも、環境大臣の危険猟法の許可も必要となる（鳥獣の保護及び管理並びに狩猟の適正化に関する法律第36条・第37条）。

### 日本以外
日本以外でも、ドイツやスイスなどで使用が全面禁止されている。しかし、カナダやロシア、アメリカ、オーストラリア、或いはその他の発展途上国などの大規模な皮革産業が存在する国では、毛皮生産のため。また、EUは原則としてトラバサミの使用を禁じているが、オーストリアにおいては制限付きで使用が認められるなど、加盟国内の規制状況は必ずしも一律ではない。
第一次世界大戦の際には、敵軍の一斉突撃を防御する目的で、落とし穴と同時に多数のトラバサミが用いられた。これらの罠により、多くの兵士が足に障害を伴う負傷をしたといわれる。